# Foxy Brown (rapper)
Foxy Brown, geboren als Inga DeCarlo Fung Marchand (New York, 6 september 1978), is een Amerikaanse rapper. Het pseudoniem 'Foxy Brown' ontleende ze aan de gelijknamige film uit 1974.
Ze maakte met Nas, AZ en Nature deel uit van de hiphopgroep The Firm en is daarnaast sinds 1995 actief als soloartieste. Haar debuutalbum Ill Na Na werd in 1996 door Def Jam Recordings uitgegeven. De uitgave van haar album Brooklyn's Don Diva (2008) werd verschillende keren uitgesteld, onder meer doordat ze in september 2007 een celstraf kreeg opgelegd naar aanleiding van een geweldsincident.

## Discografie
- Ill Na Na (1996)
- The Album (1997, met The Firm)
- Chyna Doll (1999)
- Broken Silence (2001)
- Brooklyn's Don Diva (2008)
- Best Of (2014)